# Líbia nos Jogos Olímpicos de Verão de 1980
A Líbia competiu nos Jogos Olímpicos de Verão de 1980 em Moscou, União Soviética. O país retornou às Olimpíadas após boicotar os Jogos Olímpicos de Verão de 1976.

## Resultados por Evento

### Atletismo
200 m masculino
- Ahmed Sallouma
  - Eliminatórias — 22.88 (→ não avançou)

800 m masculino
- Salem El-Margini
  - Eliminatórias — 1:50.0 (→ não avançou)

1.500 m masculino
- Marzouk Mabrouk
  - Eliminatórias — 3:54.3 (→ não avançou)

Maratona masculina
- Esa Shetewi
  - Final — 2:38:01 (→ 44º lugar)
- Enemri el-Marghani
  - Final — 2:42:27 (→ 49º lugar)

Revezamento 4x400 m masculino
- Abashir Fellah, Salem el-Margini, Ahmed Seluma, e Elmehdi Diab
  - Eliminatórias — 3:16.7 (→ não avançou)

### Natação
100 m masculino
- Abdulwahab Werfeli
  - Eliminatórias — 1.01,55 (→ não avançou, 36º lugar)

### Voleibol

#### Competição por equipes masculina
- Fase de Grupos (Grupo B)
  - Perdeu para a Romênia (0-3)
  - Perdeu para a Polônia (0-3)
  - Perdeu para o Brasil (0-3)
  - Perdeu para a Iugoslávia (0-3)
- Partida de classificação
  - 9º/10º lugar: Perdeu para a Itália (0-3) → 10º lugar

Jogadores
- Kamaluddin Badi
- Adnan el-Khuja
- Samir Sagar
- Miloud Zakka
- Mohamed Bochor
- Ahmed Zoubi
- Awad Zakka
- Ahmed el-Fagei
- Jamal Zarugh
- Elmendi el-Sherif
- Ragab Zakka Wanis
- Mustafa el-Musbah